# Pas plus tard que l'aurore
Pas plus tard que l'aurore est un roman de Georges-Patrick Gleize publié en 2014.

## Résumé
En mars 1916 vers Verdun, le capitaine Dumont emmène ses hommes, dont Mathieu, au Bois des Corbeaux avec ordre d'attaquer pas plus tard que l'aurore. Le lendemain, un SS en ramène un français hébété. Sans papier et amnésique, ils l'appellent Charles. Il est libéré et envoyé à l'hôpital de Toulouse où il s'éprend de Rose. En novembre 1917 à Damazan, Jeanne apprend que son mari, Mathieu, est mort. En 1920 elle se remarie. Cependant, les parents de Rose meurent. Elle hérite de 4 métairies et épouse Charles en 1920. En 1940 il a un accident et redevient Mathieu. Il retrouve Jeanne et lui explique mais rejoint De Gaulle à Londres.